# Richard Heidrich
Richard Heidrich (27 de julho de 1896 - 22 de dezembro de 1947) foi um oficial alemão que serviu no Deutsches Heer durante a Segunda Guerra Mundial. Foi condecorado com a Cruz de Cavaleiro da Cruz de Ferro com Folhas de Carvalho e Espadas.

## Condecorações
| Distintivo de Feridos (1914) em Preto                                     |                                                                                       |
| Cruz de Ferro (1914) 2ª Classe                                            |                                                                                       |
| Cruz de Ferro (1914) 1ª Classe                                            |                                                                                       |
| Cavaleiro da Ordem Civil da Saxônia com Espadas 2ª Classe                 |                                                                                       |
| Cruz de Cavaleiro da Ordem de Albert com Espadas 2ª Classe                |                                                                                       |
| Cruz de Honra da Guerra Mundial                                           |                                                                                       |
| Medalha dos Sudetos com Barra do Castelo de Praga                         |                                                                                       |
| Fallschirmschützenabzeichen                                               |                                                                                       |
| Cruz de Ferro (1939) 2ª Classe                                            | 25 de maio de 1941                                                                    |
| Cruz de Ferro (1939) 1ª Classe                                            | 25 de maio de 1941                                                                    |
| Cruz Germânica em Ouro                                                    | 31 de março de 1942                                                                   |
| Mencionado quatro vezes na Wehrmachtbericht                               | 9 de junho de 1941, 24 de dezembro de 1943, 25 de março de 1944 e 29 de junho de 1944 |
| Cruz de Cavaleiro da Cruz de Ferro                                        | 14 de junho de 1941                                                                   |
| Cruz de Cavaleiro da Cruz de Ferro com Folhas de Carvalho nº 382          | 5 de fevereiro de 1944                                                                |
| Cruz de Cavaleiro da Cruz de Ferro com Folhas de Carvalho e Espadas nº 55 | 25 de março de 1944                                                                   |